# Zamia skinneri
Zamia skinneri — вид голонасінних рослин класу Саговникоподібні (Cycadopsida), ендемік Панами.
Етимологія: названий на честь Джорджа Скіннера, збирача зразків рослин, який працював переважно в Центральній Америці.

## Опис
Стовбур деревовидий, до 2.5 м заввишки. Листків 3–6, вони 1–2 м завдовжки; черешок 0.5–1 м, від рідко до густо вкритий колючками; хребет з 6–8(10) парами листових фрагментів, іноді з кількома колючками в нижній третині. Листові фрагменти еліптичні, рифлені між жилками на верхній поверхні, клиновиді біля основи, загострені на вершині, поля пилчасті у верхній третині, середні з них 30–50 см завдовжки, шириною 12–18 см. Пилкові шишки від кремових до жовтувато-коричневих, стають червонуватими з віком, від циліндричних до подовжено-циліндричних, завдовжки 8–12 см, 1–2 см діаметром. Насіннєві шишки коричневі, коротко черешчаті, від циліндричних до яйцевидо-циліндричних, 20–40(50) см завдовжки, 8–12 см діаметром. Насіння червоне, яйцевиде, 1.5–2.5 см діаметром. 2n = 22.

## Поширення, екологія
Цей вид зростає на відносно невеликій площі на узбережжі в провінції Бокас-дель-Торо Панама. Це, насамперед, низовинний вид і часто росте на крутих схилах в первинних та вторинних мокрих тропічних лісах на висотах 50–750 м.

## Загрози й охорона
На багато з підгруп населення негативно вплинуло руйнування середовища проживання.
Цей вид представлений у Додатку II CITES.